# Jeppe Aakjær
Jeppe Aakjær (Aakjaer, 10. rujna 1866. – Jenle, 22. travnja 1930.), danski književnik. 
Pod utjecajem socijaldemokratskog učenja i G. Brandesa, Aakjaer se javio u danskoj književnosti proznim sastavima (prvo novelama, a zatim i romanima) u kojima oštro osuđuje izrabljivanje seoskog radništva i jednostavnim, slikovitim stilom opisuje život zavičajnog Jyllanda. 
No iako se, uz to, bavio i kulturno-povijesnim izučavanjima - izdavajući i zbornike dijalektalne poezije, i prijevode lirike R. Burnsa, i dokumentaciju o Blicherovu životu - glavninu njegova rada, a i najvišu vrijednost sačinjavaju pjesme. Aakjaer je opjevao pučkim i izravnim izrazom krajolik svojeg zavičaja i neizmjernu patnju seoske sirotinje. Bogata u detalju, snažna u emociji i ekspresivna po stilu, njegova lirika zauzima jedno od središnjih mjesta u danskoj književnosti na početku 20 st.

## Djela

### Prozna djela
- Bondens Sen (Seljakov sin),
- Når BØnder elsker (Kad seljaci ljube).

### Životopis
- Min Hjemstavns Saga (Saga o mojoj domovini).

### Pjesme
- Rugens sange (Pjesma raži),
- Muld og Malm (Zemlja i ruda),
- Under aftenstjernen (Pod večernjom zvijezdom),
- Hjaertegraes og aerenpris (Trava srca i cijena slave).